# Plasmaproteinfraktionering
En plasmaproteinfraktionering, eller på sjukhus kallad elfores (egentligen plasmaelektrofores), är en typ av elektrofores som utförs på en patients serum vid inflammatoriska utredningar eller malignitetsmisstanke. Prov tas i ett särskilt provrör som innehåller ett koaguleringsämne för att få bort oönskat fibrinogen. Provet skickas till sjukhusets avdelning för klinisk kemi, där en biomedicinsk analytiker placerar serumet på en gel. En elektrisk spänning läggs tvärs över gelen, varvid proteinerna som finns i serumet separerar efter storlek, form samt laddning. På detta sätt kan förekomsten av olika plasmaproteiner kvantifieras. Urinproteinfraktionering är motsvarande analys med urin som provmaterial.
Resultatet tolkas och svar lämnas ut gällande grad av inflammation och eventuell förekomst av M-komponent.

## Användningområden
- Diagnostik av myelom
- Alfa-1-antitrypsinbrist
- Typning av hepatiter
- Påvisa hemolys